# أبرشية الأقباط الأرثوذكس بالقدس
أبرشية الاقباط الارثوذكس بالقدس أو الكرسي المقدس لمطرانية القدس، وكل فلسطين، وسائر الشرق الأدنى (بالقبطية: Ⲡⲓⲙⲁ`ⲙⲡⲁⲧⲣⲓⲁⲣⲭⲏⲥ `ⲛⲣⲉⲙ `ⲛⲬⲏⲙⲓ `ⲛⲟⲣⲑⲟⲇⲟⲝⲟⲥ)، هي مطرانية تتبع الكنيسة القبطية الأرثوذكسية، وتنتمي الي الكنائس الأرثوذكسية المشرقية. يرأسها مطران القدس القبطي الأرثوذكسي، حيث يشغل هذا المنصب منذ عام 2016 رئيس أساقفة القدس أنطونيوس. ترعى المطرانية المسيحيين الأرثوذكس الذين يعيشون في الشرق الأدنى، مع الكنائس والأديرة في فلسطين والكويت والاردن ولبنان وسوريا والعراق، وينحدر معظم أتباعها من أصول مصرية قبطية ومن المهاجرين الأقباط وأحفادهم. يقع مقر الأبرشية في دير القديس أنطونيوس، في الحي المسيحي في البلدة القديمة في القدس، بجانب كنيسة القيامة.

## تاريخ
نمت الرعية القبطية في بلاد الشام في القرون الوسطى باستقر الكثير من التجار المصريين الأقباط هناك، ومع بداية القرن الثالث عشر، أصبحت الكنيسة القبطية تمتلك مذبحًا مجاورًا للقبر المقدس، ودير السلطان في القدس، وعدد قليل من الكنائس في القدس وغزة ودمشق.
وعلى الرغم من انتماء المسيحيين الأقباط إلى الكنيسة القبطية الأرثوذكسية وكرسي الإسكندرية، كانوا آنذاك يتبعون في الشام حقوقيا الكنائس الانطاكية في القدس، وكانوا بالتالي يُخدمون رعويا من قبل كنيسة السريان الأرثوذكس. ومع ذلك، تطور عبر السنين تقليد لأسقف دمياط القبطي بزيارة القدس سنويًا خلال عيد القيامة والاحتفال بالعيد مع الأقباط الذين يعيشون هناك. وقد ساعد ذلك في الحفاظ على العلاقة بين هؤلاء المغتربين الأقباط في القدس والكنيسة القبطية في مصر.
بعد رحيل رئيس أساقفة القدس للسريان الأرثوذكس، أغناطيوس سادو، بدأت فترة طويلة من خلو الكرسي السرياني في القدس، وبالتالي، لم يكن هناك أسقف محلي مشرقي أرثوذكسي لرعاية المصلين. واستمر هذا المنصب شاغرا لغالبية القرن الثالث عشر، من حوالي 1210 إلى 1290 تقريبًا.
في بداية عهد البابا كيرلس الثالث "ابن لقلق" ، بطريرك الإسكندرية للاقباط الخامس والسبعين، أجريت إصلاحات شاملة في ترتيب الإكليروس للكنيسة القبطية الأرثوذكسية من أجل ترسيخ سلطة لبابا الاقباط، وتضمنت هذه الإصلاحات نقل الكرسي البطريركي إلى كنيسة رئيس الملائكة ميخائيل في جزيرة الروضة، وإصبح هو المسؤول عن جميع الأديرة، فتقلصت سيطرة أساقفة الأبرشيات. ولما وجد الكرسي السرياني في القدس شاغراً، رأى فرصة لتوسيع نطاق سلطته وقرر تعيين أسقف قبطي على الكرسي. وفي عام 1236 كرّس المطران باسيل الأول ليكون مطران القدس ورئيس أساقفة الشرق الأدنى.
ولأن كرسي القدس كان تحت سلطة كرسي أنطاكية، فقد اعتبر الكثيرون داخل الكنيسة القبطية أن هذه الرسامة تمثل خروجًا عن التقاليد وتجاوزًا للسلطة القضائية، كما اعترض كثير من قادة الكنيسة القبطية خشية أن يتسبب ذلك في انقسام بين الكنائس الشقيقة في أنطاكية والإسكندرية. وقد غضب البطريرك الأنطاكي أغناطيوس الثالث داود لهذا التعيين واندلعت أزمة دبلوماسية بين الكنيستين القبطية والسريانية، كانت من الازمات النادرة جدًا بين الكنيستين، حيث ظلت العلاقات بينهما جيدة عبر القرون.

## كرامة واقدمية
تتمتع بطريركية الاقباط الارثوذكس بالقدس بمكانة خاصة من حيث الأقدمية والكرامة. تقع هذه المطرانية خارج مصر جغرافيا ولا تعتبر ضمن اختصاص كرسي الإسكندرية، ولكنها جزء لا يتجزأ من الكنيسة القبطية الأرثوذكسية. لهذا السبب، يُنظر إلى مطرانها على أنه في المرتبة الثانية بعد بابا الإقباط، وله الأقدمية على جميع الاساقفة الآخرين.
كما ينعكس التقدير الممنوح لرئيس هذا الكرسي في طقس تكريسه، فبينما تقضي تقاليد الكنيسة القبطية الأرثوذكسية بضرورة تكريس أسقف الأبرشية بدرجة أسقف ثم ترقيته إلى مطران بعد مضي فترة من الزمن، يستثنى أسقف القدس وكل فلسطين والشرق الأدنى، الذي يكرس بدرجة مطران دون الحاجة إلى أن يكون أسقف أبرشية قبل ذلك، وكان هذا هو الحال منذ أن كرّس كيرلس الثالث المطران باسيليوس الأول ليكون أول مطران قبطي أرثوذكسي رئيس أساقفة القدس والشرق الأدنى. 

## حدود المطرانية

### حدود المطرانية الحالية
تشمل حدود المطرانية القدس القديمة وكل فلسطين وكل الشرق الأدنى:
- مطرانية القدس القديمة، وتضمّ كل فلسطين
- أبرشية عمّان، وتضم وكل الأردن
- أبرشية لبنان وبلاد الرافدين، وتضم لبنان وسوريا والعراق والكويت.

### الكنائس والاديرة
تحتفظ المطرانية المقدسة والقديمة في القدس، وفلسطين عمومًا، وكل الشرق الأدنى حاليًا بالملكية الكلية أو الجزئية للكنائس والأديرة والأماكن المقدسة والمؤسسات التالية: 

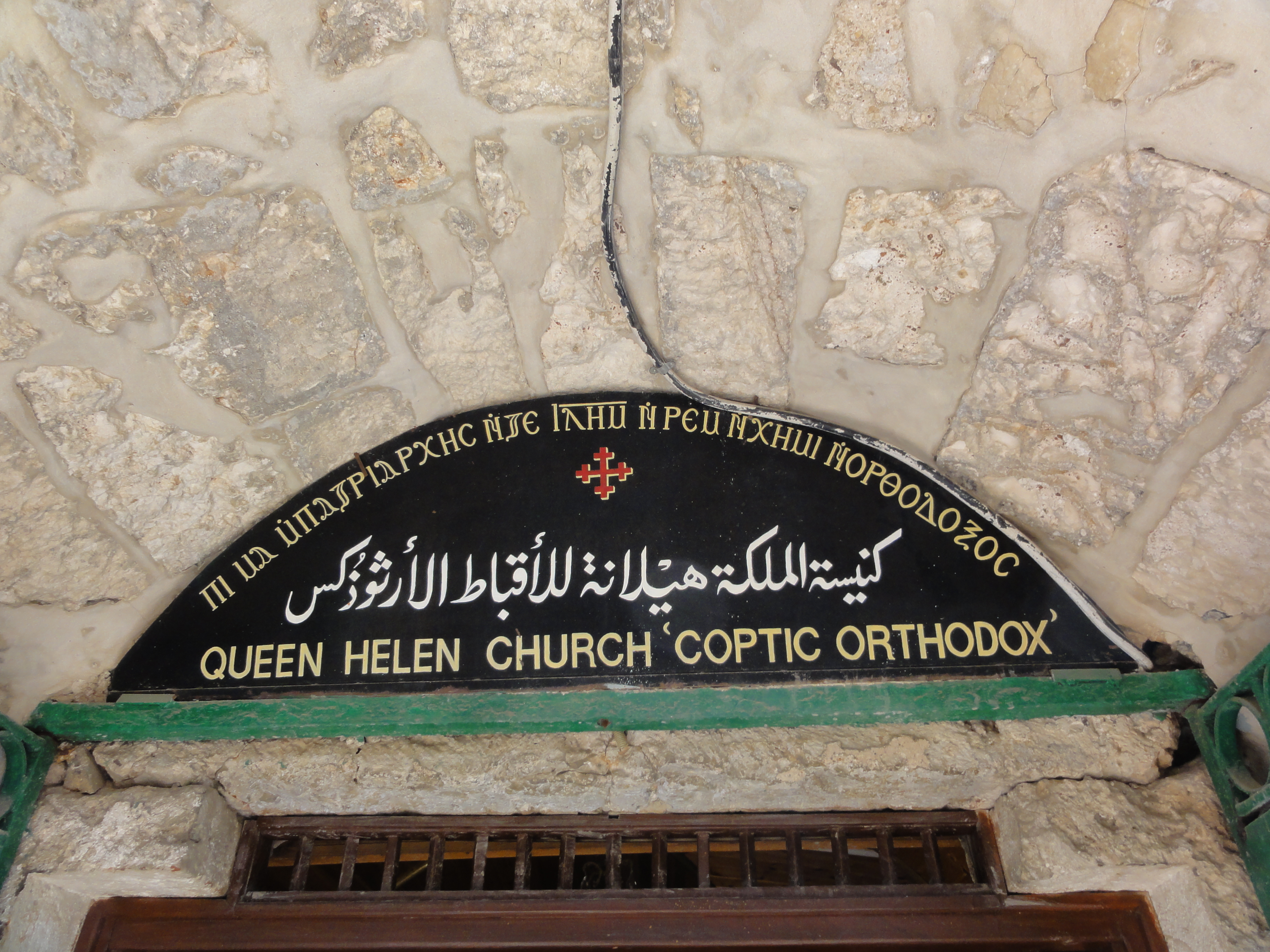

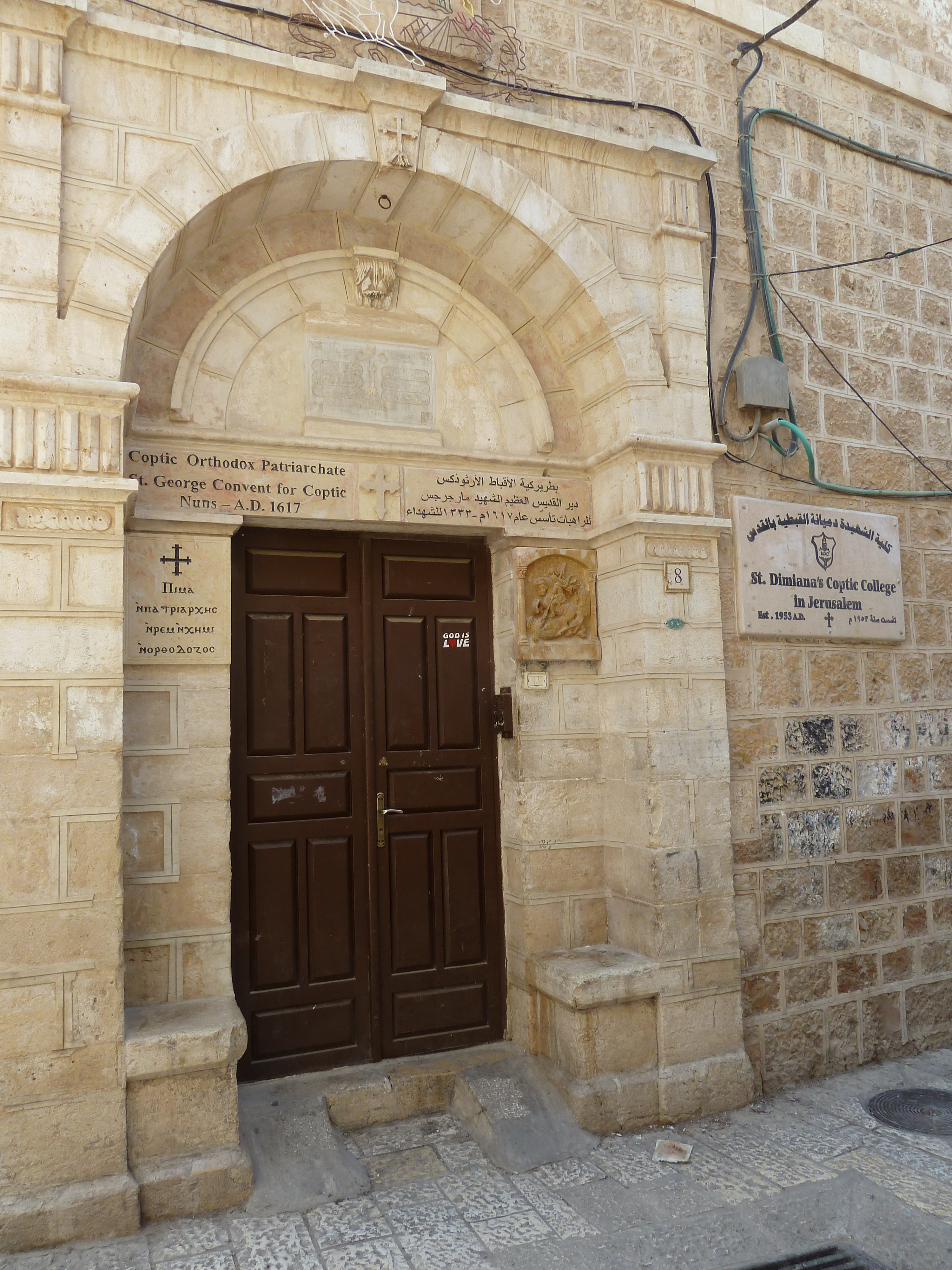
دير القديس جاورجيوس الروماني، القدس

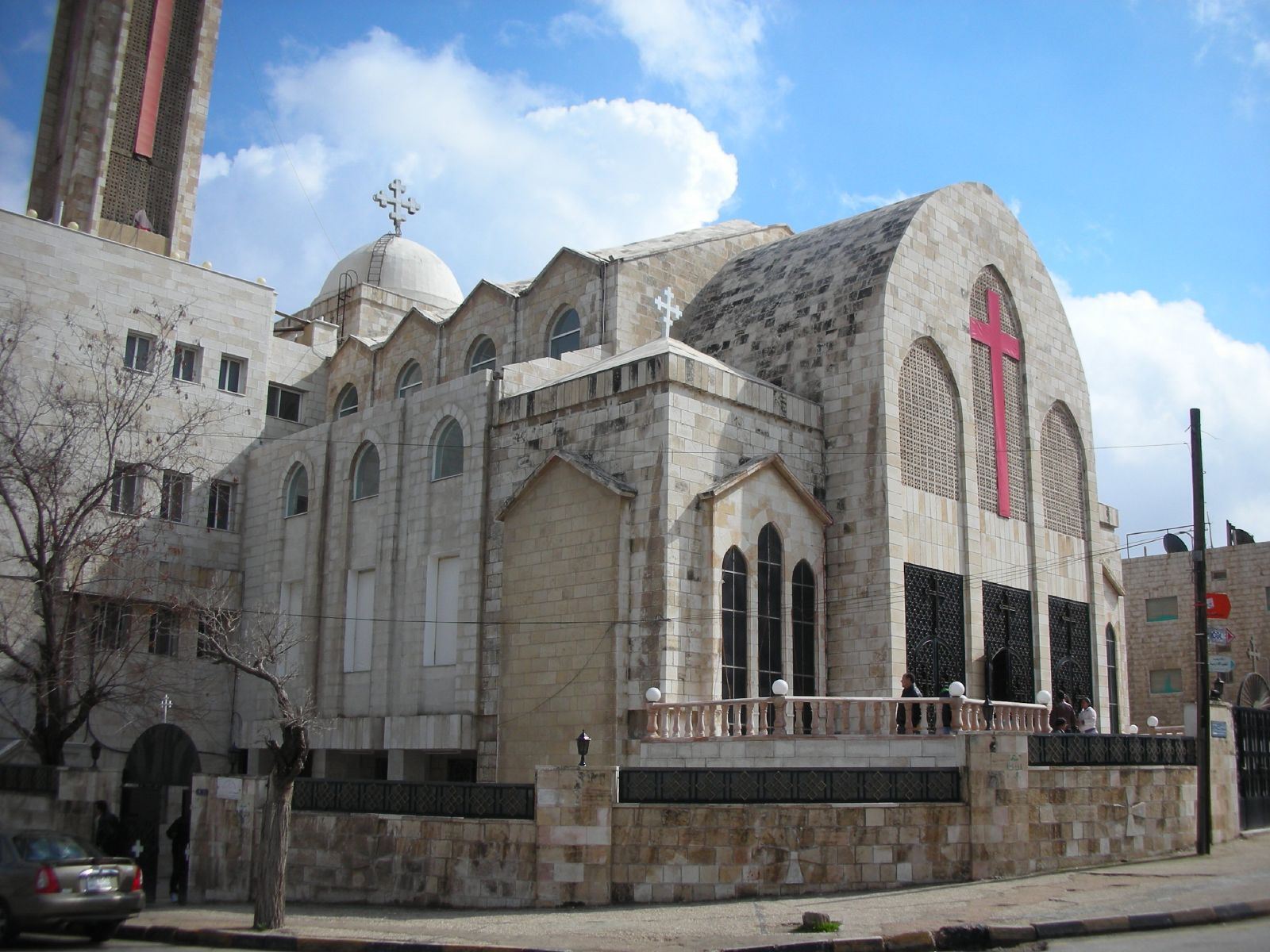
كنيسة القديسة مريم ومارجرجس القبطية الأرثوذكسية - عمان

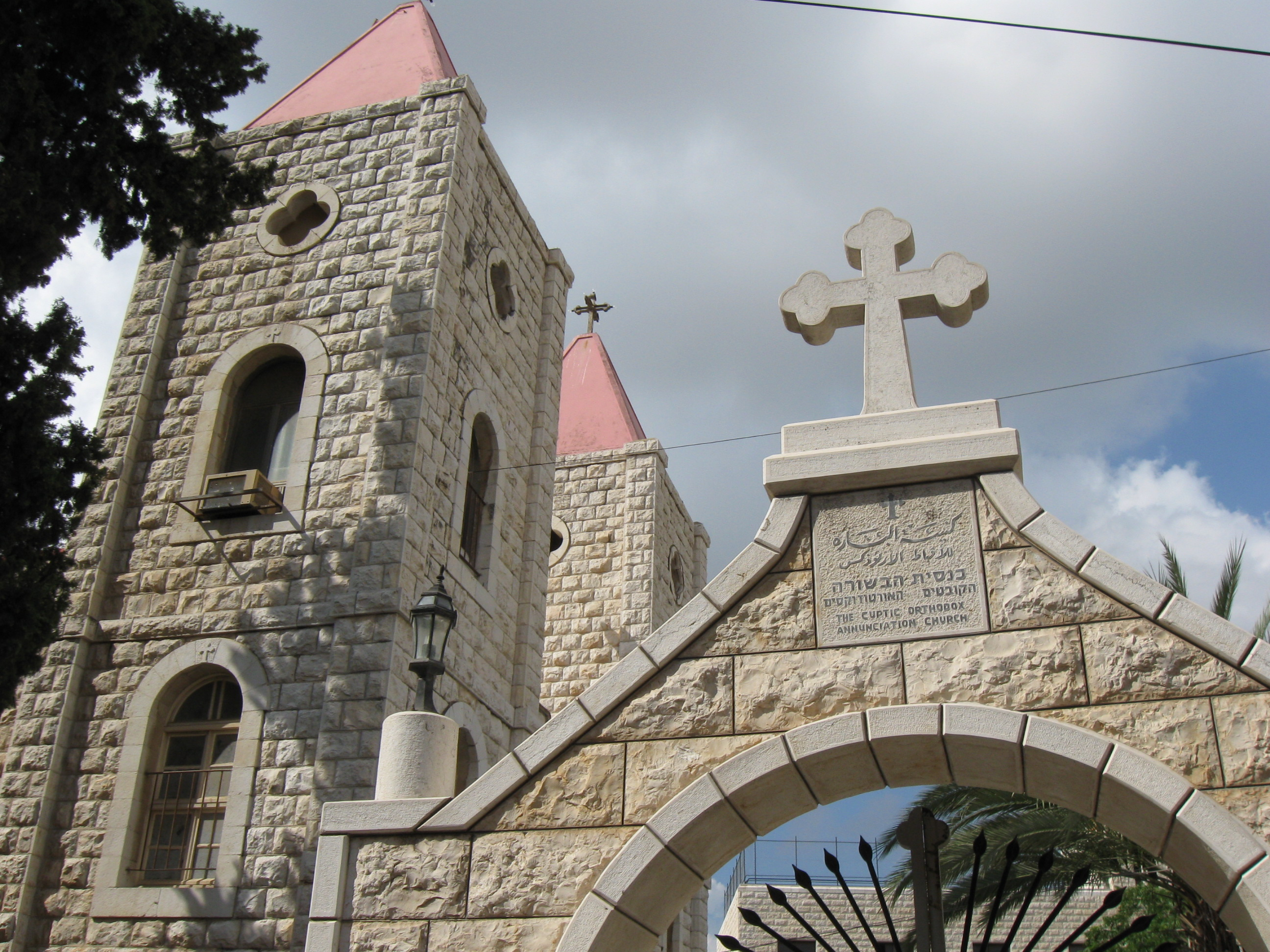
كنيسة العذراء مريم والبشارة، الناصرة

#### في فلسطين
الكنائس والاديرة في مطرانية القدس القبطية الأرثوذكسية: 
- دير وكنيسة القديس أنطونيوس، القدس[11]، ويقع بالقرب من جدار مجمع كنيسة القيامة الشمالي في البلدة القديمة في القدس. يعمل حاليًا مقراً للأبرشية.

- دير وكنيسة القديس جاورجيوس الروماني، القدس، ويقع بالقرب من باب الخليل في البلدة القديمة في القدس.
- كنيسة القديسة هيلانة، القدس، وهي كنيسة كهف داخل مجمع كنيسة القيامة في البلدة القديمة في القدس.
- دير السلطان القدس، وهو دير يقع على سطح كنيسة القديسة هيلانة (بما أن كنيسة القديسة هيلانة تحت الأرض، هذا الدير هو مستوى الأرض). إنه بمثابة ممر يربط بين دير القديس أنطونيوس وكنيسة القيامة. في السنوات الأخيرة، اندلع خلاف حول ملكية الدير بين مطرانية الأقباط الأرثوذكس في القدس والكنيسة الأرثوذكسية الإثيوبية.[12]
- كنيسة العذراء مريم بالقدس، وتقع داخل مجمع كنيسة القيامة الملحقة بالجزء الخلفي من ضريح قبر المسيح.
- دير وكنيسة العذراء مريم، بيت لحم، ويقع بالقرب من كنيسة المهد في بيت لحم.
- طلعة الأقباط، القدس، وهي شارع سكني للحجاج يقع في البلدة القديمة في القدس.
- دير وكنيسة القديس أنطونيوس، يوبا، ويقعان في مدينة يافا القديمة. تستخدم محطةً طريق للحجاج الأقباط الذين يصلون بالقوارب إلى ميناء يافا في طريقهم إلى القدس.
- دير وكنيسة القديس أنطونيوس، ويقعا في أريحا، ويستخدما محطةً طريق للحجاج الأقباط المتجهين من القدس إلى نهر الأردن.
- دير وكنيسة القديسين زكا وأندراوس بأريحا، ويقع في أريحا، وقد بني على على قطعة أرض اعتُبرت تقليديا المكان الذي كان فيه منزل القديس زكا التائب جامع الضرائب. كشفت الحفريات المبكرة داخل الدير أيضًا عن كنيسة بيزنطية قديمة مكرسة للقديس أندراوس.
- دير وكنيسة القديس يوحنا المعمدان، ويقعا بالقرب من ضفاف نهر الأردن، إلى جانب أديرة أخرى بنيت بالقرب من مكان معمودية يسوع المسيح التقليدي.

كنيسة العذراء مريم والبشارة، وتقع بجوار بازيليك البشارة في الناصرة، التي يُعتقد أنها مبنية فوق منزل مريم العذراء، حيث ظهر لها الملاك جبرائيل وأعلن أنها ستحمل وتحمل ابن الله، يسوع - حدث يُعرف باسم البشارة.
- الكلية الأنطونية في القدس

ولمطرانية الأقباط الأرثوذكس بعض الحقوق الثانوية في بعض الكنائس الأخرى في القدس: 
- كنيسة القيامة مريم، القدس، وهي مجمع كنسي يقع في وادي قدرون في جثسيماني عند سفح جبل الزيتون. يُنظر إليه تقليديًا على أنه القبر حيث وضع التلاميذ جسد العذراء مريم بعد وفاتها.
- كنيسة المهد بيت لحم، وهي مجمع كنسي يقع في بيت لحم. يُعتقد تقليديًا أنه يحتوي على الكهف الذي ولد فيه المسيح.
- كنيسة الصعود، القدس، وهي مجمع كنسي يقع على قمة جبل الزيتون. يُعتقد تقليديًا أنه المكان الذي صعد منه يسوع المسيح.

#### في الكويت
- كنيسة القديس مرقس القبطية الأرثوذكسية - (حولّي)[14]
- كنيسة القديسة مريم والقديس بيشوي القبطية الأرثوذكسية - (الأحمدي)

#### في الأردن
- دير القديس أنطونيوس القبطي الأرثوذكسي - (مادبا)
- كنيسة القديسة مريم ومارجرجس القبطية الأرثوذكسية - (عمان)
- كنيسة القديسة مريم والقبطية الأرثوذكسية مارمرقس - (مادبا)

#### في سائر بلدان الشرق الأدنى
- دير القديس جاورجيوس القبطي الأرثوذكسي - (حمص)

- كنيسة القديسة مريم والقديس بولا القبطية الأرثوذكسية - (بغداد)

## مطارنة القدس والشرق الأدنى
كان للمطرانية المقدسة والقديمة في القدس، وكل فلسطين، وكل الشرق الأدنى 22 مطران منذ تأسيسها عام 1236: 
1. باسل الأول (1236-1260)
2. بيتر الأول (1271-1306)
3. مايكل (1310-1324)
4. يوحنا (1326-1340)
5. بطرس الثاني (1341-1362)
6. زكريا (1575-1600)
7. جيمس الأول (1604-1628)
8. كريستودولس الأول (1630-1648)
9. غابرييل (1680-1700)
10. كريستودولس الثاني (1720-1724)
11. أثناسيوس (1725-1766)
12. يوسف (1770-1796)
13. كريستودولس الثالث (1797-1819)
14. أبراهام الأول (1820-1854)
15. باسيل الثاني العظيم (1856-1899)
16. تيموثي (1899-1925)
17. باسل الثالث (1925-1935)
18. ثيوفيلوس (1935-1945)
19. جيمس الثاني (1946-1956)
20. باسل الرابع (1959-1991)
21. ابراهام الثاني (1991-2015)
22. أنطونيوس (2016 إلى الوقت الحاضر)